# Candarin
Un candarin est une unité de mesure de masse chinoise valant dix cashs ou wéns.
Par extension, c'était devenu une unité monétaire : 100 candarins = 1 Taël d'argent = 1 once chinoise d'argent fin. En particulier, c'est à partir de 1878, l'unité monétaire de la première émission de timbres-poste de la Chine impériale, dite émission du Grand Dragon (ou des Douanes de Shanghai).